# Johann Baptist Wiesbaur
|  | Dieser Artikel wurde aufgrund von formalen oder inhaltlichen Mängeln in der Qualitätssicherung Biologie zur Verbesserung eingetragen. Dies geschieht, um die Qualität der Biologie-Artikel auf ein akzeptables Niveau zu bringen. Bitte hilf mit, diesen Artikel zu verbessern! Artikel, die nicht signifikant verbessert werden, können gegebenenfalls gelöscht werden. Lies dazu auch die näheren Informationen in den Mindestanforderungen an Biologie-Artikel. |

Johann Baptist Wiesbaur S.J.  (* 15. Juni 1836 in Wallnstorf bei Gunskirchen, Oberösterreich; † 8. November 1906 auf Schloss Leschna, Mähren) war ein österreichischer Geistlicher, Botaniker und Mineraloge. Sein botanisches Autorenkürzel lautet „Wiesb.“.

## Leben und Wirken
Wiesbaur war zunächst Jesuitenpater in Linz. Später lehrte er am Kollegium Kalksburg und an verschiedenen geistlichen Anstalten in Böhmen. Ab 1898 war er Gymnasialprofessor in Duppau. Zuletzt verwaltete Wiesbaur als Kustos die naturwissenschaftlichen Sammlungen des Grafen von Seilern und Aspang auf Schloss Leschna.
Wiesbaur beschrieb u. a. die Flora und Fauna des Leithakonglomerates und untersuchte fossile Pflanzen im marinen Tertiärkonglomerat in Kalksburg. Er beschäftigte sich auch mit der Mineralogie und war Korrespondent der Geologischen Reichsanstalt. In Duppau vermutete er, dass der über der Stadt befindliche Flurbühl der Magmaschlot eines tertiären Supervulkans sei.

## Werke
- zusammen mit Michael Haselberger: Beiträge zur Rosenflora von Oberösterreich, Salzburg und Böhmen. 1891.